# جي بي يو-28

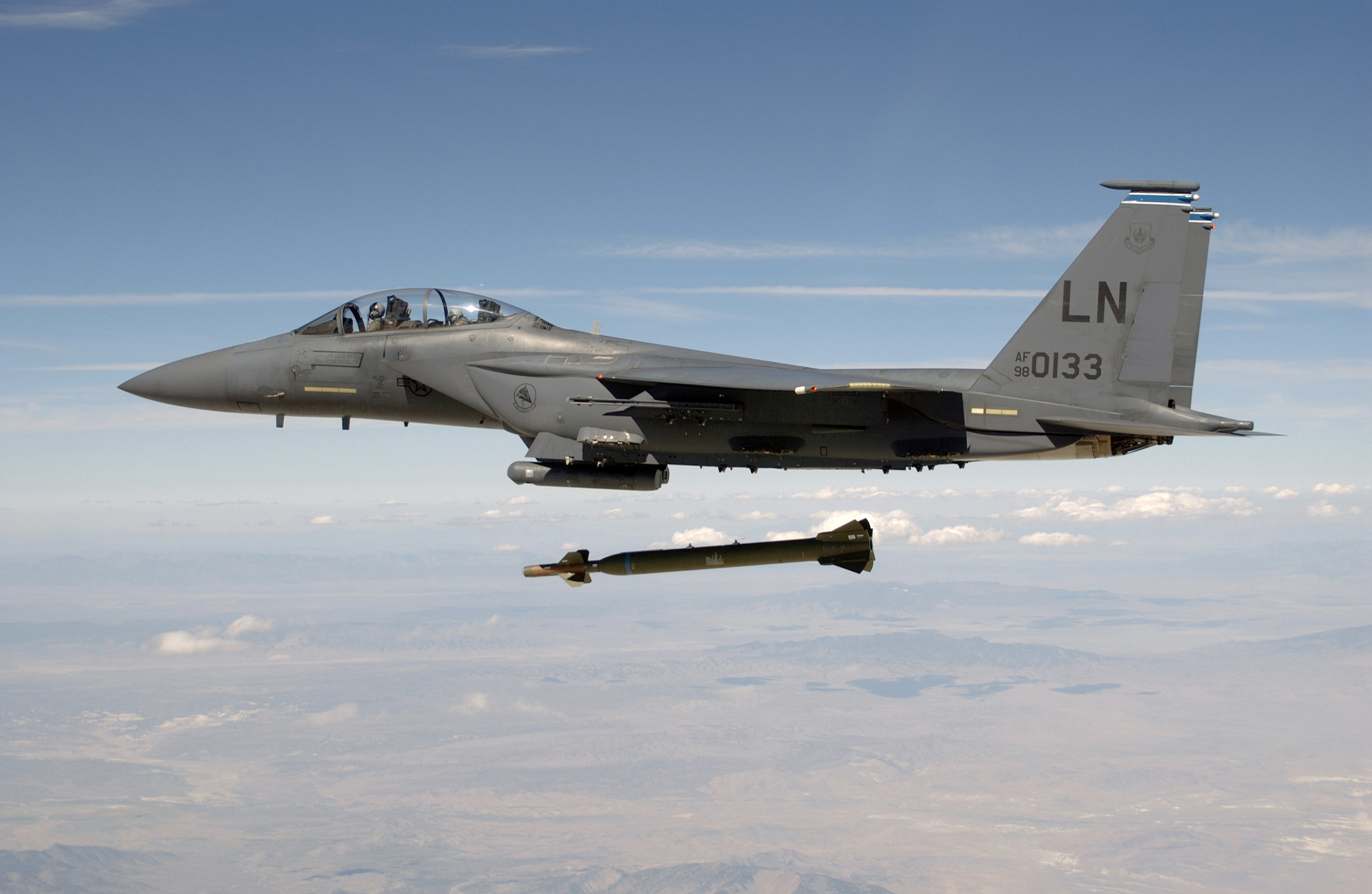
لحظة اطلاق الصاروخ من مقاتلة إف-15 إي سترايك إيغل

جي بي يو 28 (GBU-28) اختصارا لكلمة Guided Bomb Unit 28 وتسمى أيضا مدمرة الملاجئ هي نوع خاص من القنابل الخارقة للأرض، تم تطويرها في بدايات حرب الخليج الثانية بواسطة شركة Lockheed الأمريكية بالتعاون مع سلاح الجو الأمريكي (USAF). كان الهدف الرئيس من تطويرها هو ضرب مواقع قيادية عراقية تحت الأرض يصعب الوصول إليها أو تدميرها بالقنابل العادية. يبلغ وزن القنبلة الكاملة منها حوالي 2291 كيلوغرام، منها 1996 كيلوغرام لجسم القنبلة مع الأدوات المركبة فيها و295 كيلوغرام مادة تريتونال المتفجرة. مادة التريتونال عبارة عن خليط من مادتي تي أن تي (80%) ومسحوق الألمنيوم (20%).
في بداية حرب الخليج الثانية 1991 تمكنت مخابرات الحلفاء من معرفة العديد من المراكز القيادية العراقية المبنية تحت الأرض والمحصنة باحكام، لكن الذخائر الموجودة لم يكن باستطاعتها الوصول لتلك المركز لعمقها، في نفس الوقت لم تكن هناك أية تطويرات لهذه القنبلة لكن بداية الحرب دفعت بالمسؤولين في سلاح الطيران الأمريكي إلى طلب المساعدة من شركات تصنيع الأسلحة وبدأ مختبران لأبحاث سلاح الطيران في فلوريدا ونيو يورك بتطوير تلك القنبلة وتم إنشاء أول نموذج لها بعد ثلاثة أسابيع من العمل المتواصل. تم شحن أول قنبلتين جاهزتين إلى سلاح الجو في 16 و17 فبراير، 1991 وكان أول اختبار لبرنامج التحكم في للقتبلة ومروحيات التثبيت في 20 فبراير، في 26 فبراير كان هناك اختبار ثاني للقتبلة وكانت نتيجته انها تستطيع اختراق 6 أمتار في الخرسانة وفي الاختبار الأول كانت نتيجتها انها تستطيع الوصول إلى 30 مترا تحت الأرض قبل أن تنفجر. لم يلق منها الا قنبلتين أثناء عملية عاصفة الصحراء وذلك كان بواسطة الطائرة الحربية F-111Fs.
بسبب ثقلها ومتانتها استخدمت أنابيب المدفعيات الزائدة والتي يبلغ قطرها 8 بوصات لتصنيع جسد القنبلة. يوجد في مقدمتها جهاز تحديد ليزري يقوم بتتيع الإشارة الليزرية المرسلة بواسطة طائرة أو قاعدة عسكرية على الأرض لضرب الهدف بدقة. لا يوجد في القنبلة محرك دفع وإنما تنقل بواسطة طائرة حربية إلى الموقع المراد ضربه ويتم تركها في الهواء لتعتمد فقط على ثقلها ومروحيات الضبط عليها لاختراق الأرض. من الطائرات القادرة على نقل القنبلة مقاتلة F-15 وتطير على ارتفاع يقدر ب 12 كيلومترا قبل إسقاطها.
أول صفقة عالمية لبيع تلك القنبلة كانت بين إسرائيل والولايات المتحدة في أبريل 2005 واشترت فيها إسرائيل 100 وحدة من تلك القنابل. وتم تعجيل وقت شحنها إلى إسرائيل إلى يوليو 2006 . وبحسب مصادر في الجيش الإسرائيلي فإن إسرائيل كانت قد استخدمت أسلحة مشابهة لتدمير مواقع حزب الله أثناء الحرب الإسرائيلية على لبنان 2006، وقد تم شحن تلك القنابل من ولاية تكساس الأمريكية إلى إسرائيل.

## وصلات خارجية
- صور: الصاروخ GBU-28 الذي استخدم في قصف منزل "الدلو"
- Guided Bomb Unit-28 (GBU-28) (إنجليزي)
- How Bunker Busters Work من موقع How Stuff Works (إنجليزي)
- فلاش من موقع صحيفة USA Today يبين كيفية عمل القنبلة (إنجليزي)